# Aja (Album)
Aja (ausgesprochen wie englisch „Asia“) ist das sechste Studioalbum von Steely Dan.  Es wurde im September 1977 veröffentlicht und wurde zum meistverkauften Album der Band.

## Das Album
Aja wurde zwischen Ende 1976 und Juli 1977 in Los Angeles und New York City eingespielt. Das Album hat einen ausgeprägten Jazzeinfluss, renommierte Jazz-Musiker wie Wayne Shorter, Lee Ritenour, Victor Feldman und Joe Sample wurden für die Aufnahmen engagiert. Es gilt als Beispiel für den Perfektionismus, den Becker und Fagen bei Arrangement und Produktion ihrer Musik entwickelten. Innerhalb von drei Wochen nach Erscheinen war es bereits in den Top 5 der US-Albumcharts, als eine der ersten Platten überhaupt wurde es mit Platin ausgezeichnet. Für die erste Singleauskopplung wurde Peg ausgewählt (Platz 11 der US-Singlecharts), später folgten das über sieben Minuten lange Deacon Blues (#19) und Josie (#26).

## Besetzung
Neben den Bandmitgliedern Fagen, Becker und Dias sind auf dem Album zahlreiche Studiomusiker zu hören.
- Donald Fagen – Gesang, Synthesizer, Pfeife
- Walter Becker – Gitarre, Bass, Gesang
- Denny Dias  – Gitarre
- Larry Carlton – Gitarre
- Lee Ritenour – Gitarre
- Steve Khan – Gitarre
- Jay Graydon – Gitarre
- Dean Parks – Gitarre
- Victor Feldman – Fender Rhodes, Vibraphon, Piano, Perkussion
- Paul Griffin – Fender Rhodes
- Joe Sample – Clavinet
- Don Grolnick – Clavinet
- Michael Omartian – Piano
- Wayne Shorter – Tenorsaxophon
- Pete Christlieb – Tenorsaxophon
- Steve Gadd – Schlagzeug
- Jim Keltner – Schlagzeug, Perkussion
- Rick Marotta – Schlagzeug
- Bernard Purdie – Schlagzeug
- Paul Humphrey – Schlagzeug
- Chuck Rainey – Bass
- The Blackberries
  - Clydie King – Begleitgesang
  - Sherlie Matthews – Begleitgesang
  - Venetta Fields – Begleitgesang

## Titelliste
Alle Songs stammen aus der Feder von Walter Becker und Donald Fagen.
Seite A
1. Black Cow – 5:10
2. Aja – 7:57
3. Deacon Blues – 7:37
Seite B
4. Peg – 3:57
5. Home at Last – 5:34
6. I Got the News – 5:06
7. Josie – 4:33

## Rezeption
Bei den Grammy Awards 1978 gewann das Album in der Kategorie Bestabgemischte Nicht-klassische Aufnahme. 
Das Magazin Rolling Stone wählte es 2003 auf Platz 145 und 2020 auf Platz 68 der 500 besten Alben aller Zeiten.
2003 wurde Aja in die Grammy Hall of Fame aufgenommen. Im April 2011 folgte die Aufnahme ins National Recording Registry der Library of Congress als „kulturell, historisch oder ästhetisch wichtige Aufnahme“.
Stephen Thomas Erlewine vergab 4½ von 5 Sternen und urteilte auf AllMusic:

„Aja ist ein leuchtendes Beispiel für Jazz-Rock vom Feinsten.“

Das Album gehört zu den 1001 Albums You Must Hear Before You Die.
Aja wurde noch im Dezember 1977 von der Recording Industry Association of America mit einer Platin-Schallplatte ausgezeichnet. 1993 wurde es für zwei Millionen verkaufte Exemplare mit doppeltem Platin-Status zertifiziert.

## Trivia
- Das Hip-Hop-Trio De La Soul nutzte ein Sample aus Peg für den Song Eye Know.